# Fuji Joshi Daigaku

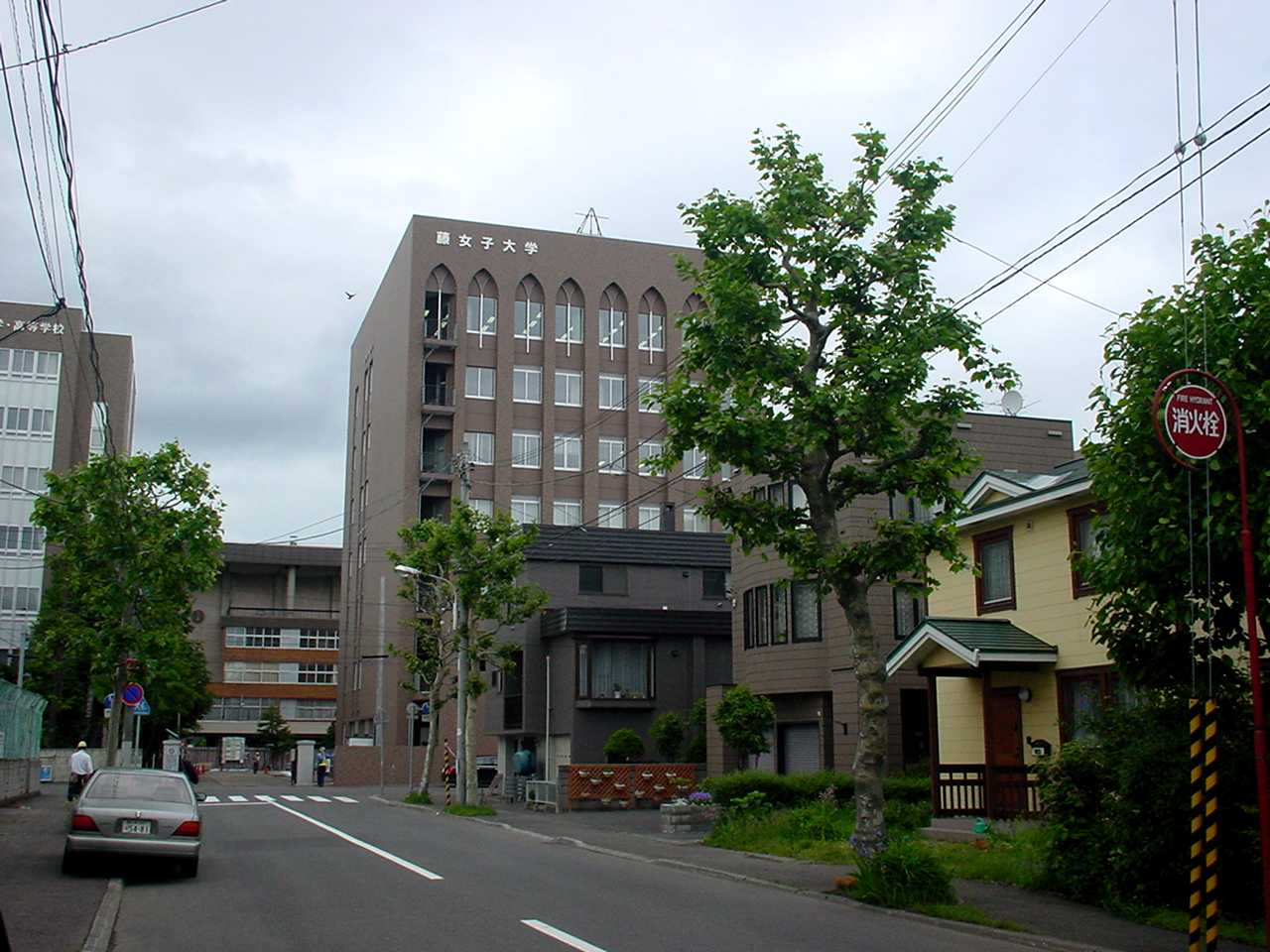
Fuji Joshi Daigaku Sapporo Campus 2006

Die Fuji Joshi Daigaku (japanisch 藤女子大学, englisch Fuji Women´s University) ist eine 1961 gegründete private japanische Hochschule für Frauen in Sapporo (Präfektur Hokkaidō), die die offizielle Anerkennung des Ministeriums für Erziehung, Kultur, Sport, Wissenschaft und Technik besitzt.

## Geschichte
1925 wurde auf Anregung des Bischofs der katholischen Diözese Joseph Wenseslaus Kinold, der meinte, dass die Zukunft Hokkaidōs in der Ausbildung von Mädchen liege, die Fuji Frauen Oberschule gegründet. Ihn unterstützten dabei drei deutsche Nonnen aus dem Orden der Thuiner Franziskanerinnen vom heiligen Märtyrer Georg zu Thuine. Aus der Oberschule entwickelte sich 1947 ein dreijähriges Frauen College, das 1950 ins Fuji Women Junior College umorganisiert wurde. 1961 wurde die Bildungseinrichtung zu einer Universität, die damals ein vierjähriges Literaturstudium anbot.
Bis heute habe die Hochschule zum Ziel, so die Website der Universität, Frauen eine ganzheitliche Hochschulbildung zu vermitteln, die auf dem Mitgefühl der christlichen Weltanschauung beruhe. Da sich die Fuji Joshi Daigaku als katholische Bildungsinstitution versteht, sind die Fächer „Christentum“ und „Bibel“ im Studium obligatorisch, wobei aber trotzdem die Glaubensfreiheit geachtet wird.
Hans-Jürgen Marx, der 1944 in Nordrhein-Westfalen geboren wurde und in dem Fach Theologie promovierte, ist der Rektor der Fuji Joshi Daigaku.
Präsident der Universität ist seit 2024 Yorizumi Watanabe, der vorher ab 2013 das Amt eines Vizepräsidenten ausübte. Er studierte an der Sophia-Universität in Tokio und war Professor an den Fakultät für politische Studien der Keio-Universität. Ziel seiner Arbeit ist auch, den Universitätsstudentinnen genug Selbstvertrauen zu vermitteln und sie darauf vorzubereiten, auch verheiratet und als Mütter ihr Potential auf dem Arbeitsmarkt auszuschöpfen und nicht mit der Familiengründung das Arbeitsleben zu verlassen.

## Studiengänge
Die Hochschule besteht aus zwei Fakultäten mit sechs Fachbereichen. Die geisteswissenschaftliche Fakultät bietet die Fächer Englische Sprache und Literatur, Japanische Sprache und Literatur sowie Arts und Science (Kunst und Wissenschaft) an. Auch an der Fakultät für Human Live Studies können drei Fächer studiert werden: Human Life Studies, Ernährungswissenschaften und Erziehungswissenschaften. Die Studiengänge werden nach einem vierjährigen Studium mit einem Bachelor abgeschlossen. Studienanwärterinnen durchlaufen eine Eingangsprüfung.
Auf der Webseite Uni Rank nahm die Hochschule im Jahr 2024 den zwanzigsten Platz unter den Universitäten Hokkaidōs ein. Die Fuji Joshi Daigaku hat um die 2200 Studierende und ist somit eine kleine Universität.
Nach dem Studium finden über 90 % aller Absolventinnen der beiden Fakultäten Arbeit (Stand 2024). Die Universität bietet ihnen zur Vorbereitung auf den Arbeitsmarkt Praktika in der Wirtschaft und Berufsberatung an.

### Internationaler Austausch
Es besteht ein internationaler Austausch, der meist ein bis zwei Semester dauert, mit mehreren Universitäten in Großbritannien, den USA, Kanada, Korea, Taiwan, den Philippinen, der Republik China, Australien und Thailand. Anwärterinnen von den Partneruniversitäten benötigen eine Empfehlung und sind verpflichtet, einen Japanisch-Sprachkurs an der Fuji Joshi Daigaku zu belegen.

## Campus

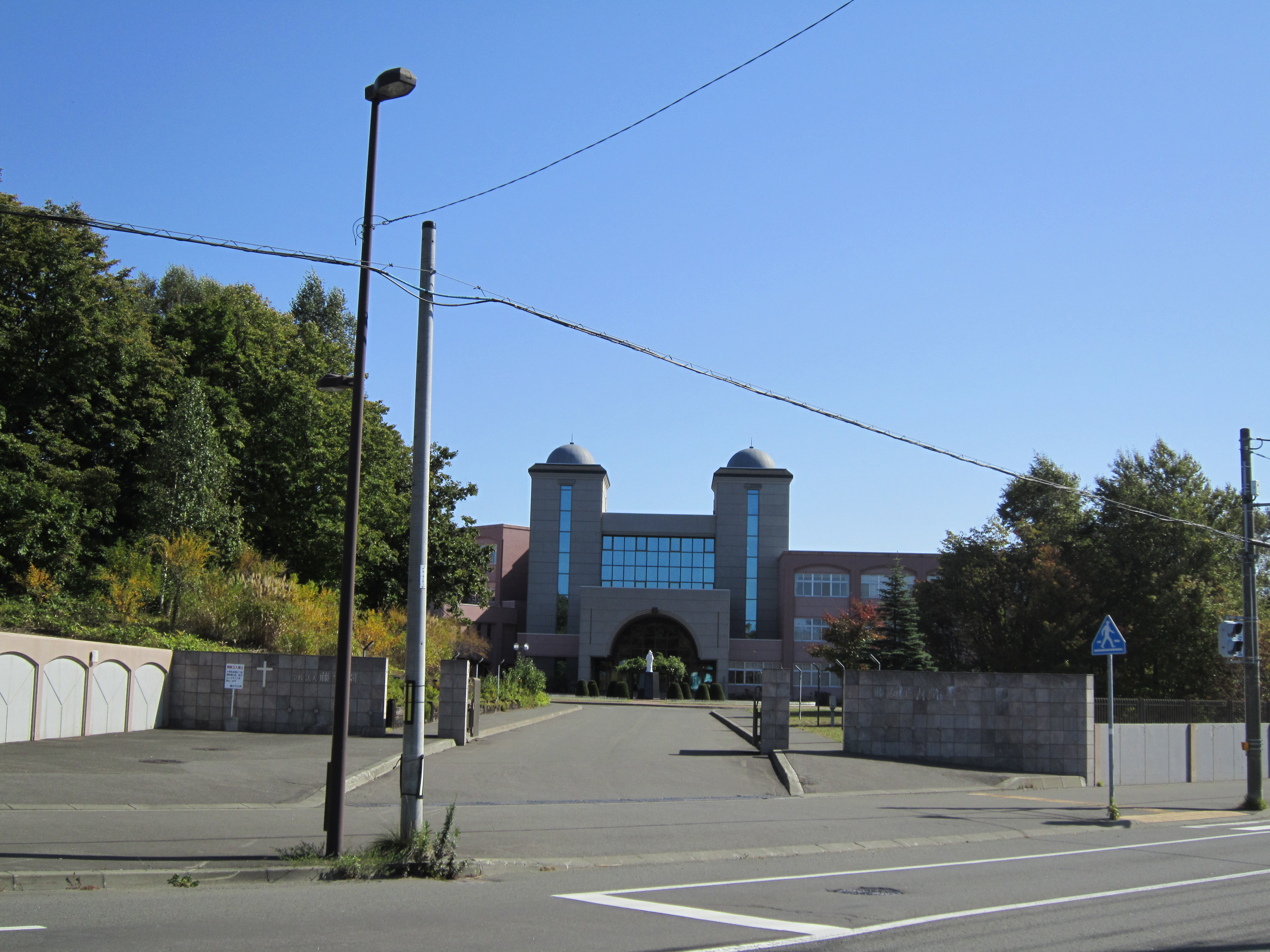
Fuji Joshi Daigaku Hanakawa Campus 2017

Die Fakultät für Geisteswissenschaften befindet sich auf dem Sapporo Campus in Sapporo selbst. Außer den Unterrichtsräumen verfügt der Campus über eine Bibliothek mit über 200.000 Büchern, eine Cafeteria und den großen Hörsaal für fast 2000 Personen. Die Fakultät für Human Life Studies ist auf dem Hanakawa Campus in einem nördlichen Vorort Sapporos beheimatet. Er besitzt ebenfalls eine Bibliothek, hat eine Cafeteria und auch eine Sportanlage mit Fitnessstudio und Tennisanlage.